# Giovanni Buffa
Giovanni Buffa (Casale Monferrato, 10 ottobre 1871 – Milano, 1954) è stato un pittore, scultore e decoratore italiano.

## Biografia
Originario di Casale Monferrato studiò  con Raffaele Casnedi e Lodovico Pogliaghi presso l’Accademia di Belle Arti di Brera e fu influenzato dal movimento inglese della Arts and Crafts. Realizzò la sua prima esposizione a Milano nel 1894, per poi presentare le proprie opere a Torino e a Venezia, nonché a Parigi, Buenos Aires, Barcellona e Monaco di Baviera. Insegnò decorazione alla Scuola d’Arte Professionale della Società Umanitaria e alla Scuola Superiore d’Arte Industriale del Castello Sforzesco di Milano. Partecipò all’Esposizione nazionale d’arte di Brera nel 1915 e nel 1916. Si dedicò alla produzione di vetrate artistiche a partire dal 1899. Nel 1901 creò insieme a Giovanni Beltrami, a Innocente Cantinotti e a Guido Zuccaro, la ditta Beltrami & C. Vetrate Artistiche che si dedicava alla creazione di vetrate sacre e profane in stile Liberty. Realizzò il cartone per la vetrata a colori Le donne, i cavalier… della V Esposizione di Venezia del 1903. Ideò i bozzetti, disegnò i cartoni e produsse delle vetrate per il casinò di San Pellegrino Terme (1906), quelle della chiesa del Santissimo Redentore a Milano, quella che rappresenta Sant’Agostino conservata nella Pinacoteca Ambrosiana nel 1908, quelle del Duomo di Milano che illustrano la vita di San Carlo Borromeo (la distribuzione dei pani; le notti vaticane; l’ingresso di San Carlo a Milano) nel 1910-1911, quella della Chiesa delle Figlie missionarie di Sant’Anna a Roma nel 1925-1926. Collaborò alla realizzazione del mosaico che rappresenta Virgilio nell’abside della sala dell’esedra nella Pinacoteca Ambrosiana. Come scultore, disegnatore e acquafortista realizzò numerose opere che illustrano libri artistici.